# 欧洲E019公路
E019，是欧洲E-道路系统中的一条B类公路，全线位于哈萨克斯坦北哈萨克斯坦州境内。它连接了彼得罗巴甫尔和薩帕德諾耶。

## 路线
- - 彼得罗巴甫
  - 薩帕德諾耶（俄语：Западное (Акмолинская область)）